# 2e division alpine tridentine

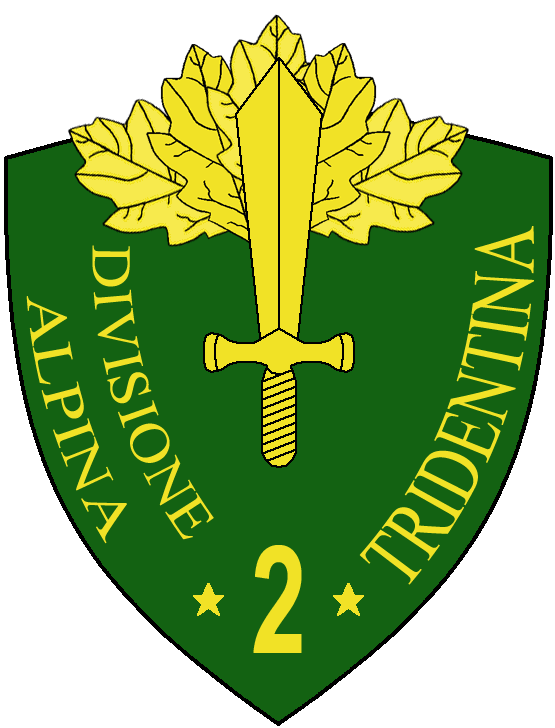
Insignes de la 2 division alpine tridentine.

La 2e division alpine tridentine (la Tridentina) était le nom de l'une des divisions du corps expéditionnaire italien envoyé en Russie pendant la Seconde Guerre mondiale, par la seule volonté de Mussolini, qui souhaitait que l'Italie soit présente sur tous les fronts.

## Historique
Composée de chasseurs alpins, la Division tridentine faisait partie du Corps d’armée alpin, formé des divisions Tridentina, Julia et Cuneense, intrégré au XXXVe Corps d’armée (l'Armata Italiana In Russia), formé le 9 juillet 1942, sous les ordres du général Italo Gariboldi (remplaçant le général Giovanni Messe, limogé en raison de son désaccord sur la stratégie), dans le cadre du renforcement de la participation italienne à la guerre en Russie.

## Composition
- 5e régiment d'Alpini
  - bataillon Morbegno
  - bataillon Tirano
  - bataillon  Edolo
- 6e régiment d'Alpini
  - bataillon Verona
  - bataillon Vestone
  - bataillon Val Chiese
- 2e régiment d'artillerie alpine 
  - groupe d’artillerie Val Camonica
  - groupe d’artillerie Vicenza
  - groupe d’artillerie Bergamo
- 2e bataillon de génie
- 206e bataillon de transport automobile

## Sources
- David Zambon, Le corps expéditionnaire italien en Russie, in Histoire de guerre, n°11, Décembre 2000 -Janvier 2001, p. 14 à 27.